# Ландерс, Джош
Джош Ла́ндерс (англ. Josh Landers; 27 февраля 2007, Шотландия) — шотландский футболист, нападающий клуба «Хиберниан».

## Клубная карьера
Ландерс прошёл через академию «Хиберниана», присоединившись к ней в десять лет. Свой первый гол за команду «Хибернина» U18 он забил в 14 лет. Свой первый профессиональный контракт с клубом он подписал в августе 2023 года.
Он дебютировал за клуб в ноябре 2023 года против «Абердина» в Кубке шотландской лиги. В следующем матче он дебютировал в Премьер-лиге Шотландии против «Сент-Миррена». Вскоре после этого он подписал новый трёхлетний контракт с клубом.